# Mighty Blue Angels FC
Mighty Blue Angels Football Club w skrócie Mighty Blue Angels FC – liberyjski klub piłkarski grający w pierwszej lidze liberyjskiej, mający siedzibę w mieście Monrovia.

## Sukcesy
- I liga[1]:
  - mistrzostwo (1): 2012.

- Puchar Liberii[2]:
  - zwycięstwo (1): 2002.

## Występy w afrykańskich pucharach
| Sezon | Rozgrywki                 | Runda | Kraj  | Klub             | Dom | Wyjazd | Dwumecz |
| ----- | ------------------------- | ----- | ----- | ---------------- | --- | ------ | ------- |
| 2003  | Puchar Zdobywców Pucharów | 1     | Ghana | Asante Kotoko SC | –   | –      | –       |

## Stadion
Domowe mecze klub rozgrywa na stadionie o nazwie Unification Town Sports Stadium w Unification Town, który może pomieścić 3000 widzów.

## Reprezentanci kraju grający w klubie
Stan na lipiec 2023.
| - Jimmie Harris - Tarkpor Sonkaley | - Mohammed Varney |